# Lore Terracini
Lore Terracini (Torino, 6 agosto 1925 – Torino, 12 dicembre 1995) è stata una critica letteraria e ispanista italiana, nota soprattutto per i suoi lavori critici sulla letteratura spagnola del Siglo de Oro e per i suoi studi di didattica della letteratura.

## Biografia
Di famiglia israelitica, figlia primogenita del matematico torinese Alessandro Terracini, frequentò nell'infanzia le scuole ebraiche di Torino ma trascorse gli anni dell'adolescenza a Tucumán in Argentina, dove dovette emigrare a causa delle persecuzioni antisemite. La permanenza in Argentina, della quale scriverà in diverse occasioni in seguito, ebbe un notevole influsso sulla sua formazione di ispanista molto attenta anche alla letteratura ispanoamericana. A Tucumán frequentò prima una scuola magistrale, poi - quando fu padrona della lingua - un liceo classico; si iscrisse alla facoltà di Lettere dell'università locale e ne uscì nel 1946. Durante il periodo universitario partecipò all'attività studentesca antiperonista, oltre che a manifestazioni antifasciste e antinaziste. Decisiva nella sua formazione fu la figura dello zio, il celebre linguista Benvenuto Terracini, che la educò a uno studio della letteratura sempre attento alla specificità dei fenomeni linguistici. Tornata in Italia nel 1946, si laureò nel 1948 in Filologia romanza a Torino e iniziò la carriera di docente universitaria a Messina, per proseguirla poi a Roma, Genova e Torino, nella cui università insegnò dal 1979 fino alla morte.
Fra i suoi studi di maggiore rilievo, quelli sulla poesia di Luis de Góngora, su Juan de Valdés (di cui ha curato l'edizione del Diálogo de la lengua), sulla letteratura e la poesia del Siglo de Oro. Il suo metodo critico, ben rappresentato in particolare dai saggi raccolti nel volume del 1988 I codici del silenzio, integra l'analisi stilistica dei maestri Leo Spitzer e Benvenuto Terracini (suo zio) con le nuove tendenze dello strutturalismo (anche per l'influenza di Cesare Segre) e della semiotica. La forte attenzione - vissuta anche come forma di impegno civile e politico - verso la didattica della letteratura è testimoniata in particolare dal volume del 1980 I segni e la scuola.

## Opere
- Lingua come problema nella letteratura spagnola del Cinquecento, Torino, Stampatori, 1979.
- I segni e la scuola. Didattica della letteratura come pratica sociale, Torino, La Rosa, 1980.
- I codici del silenzio, Alessandria-Torino, Edizioni Dell'Orso, 1988.